# Asie
Asie ([ázije]) je svou rozlohou 44 603 853 km² největší, s více než 4,9 miliardami obyvatel je nejlidnatější a zhruba od přelomu tisíciletí rovněž nejhustěji osídlený světadíl, který tvoří součást kontinentu zvaného Eurasie, popř. Eurafrasie. Rozkládá se především na východní a severní polokouli. Pokrývá 8,6 % povrchu Země (29,9 % souše) a její obyvatelstvo představuje 60 % světové populace. Během 20. století se počet lidí žijících v Asii téměř zčtyřnásobil. Pojmenování pochází z akkadského slova asu, které znamená východ či rozbřesk.

## Hranice Asie

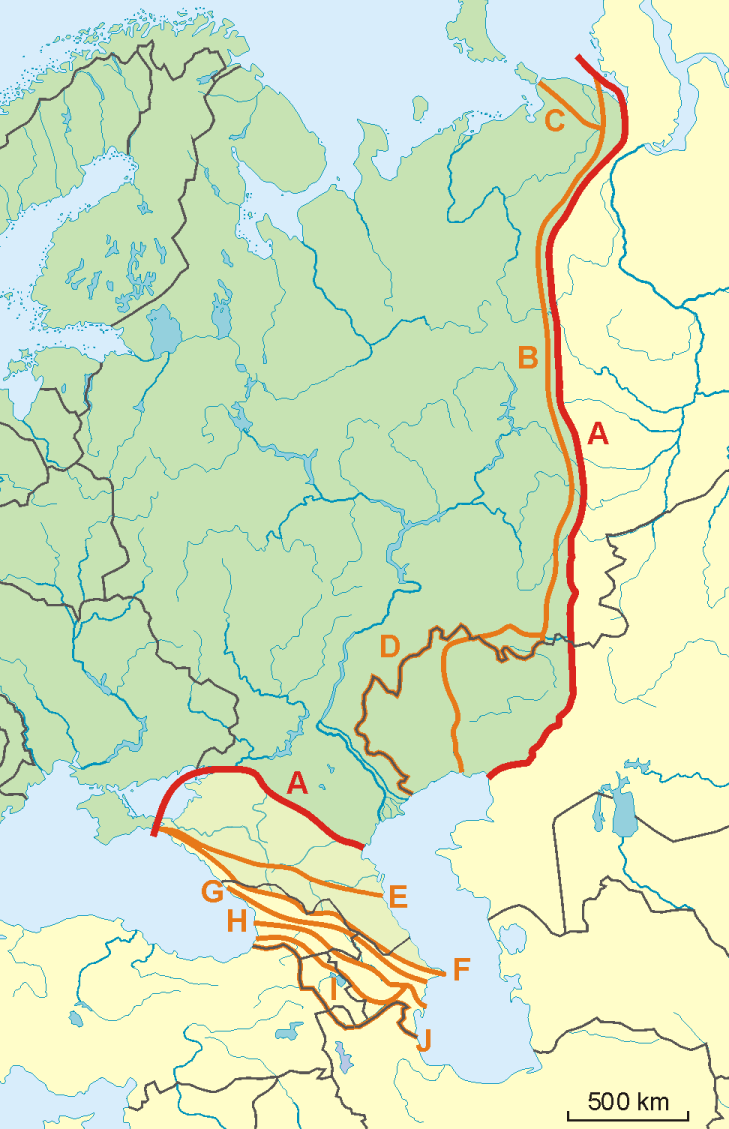
Různé historické verze hranic mezi Evropou a Asií

Nejzazší body asijské pevniny:

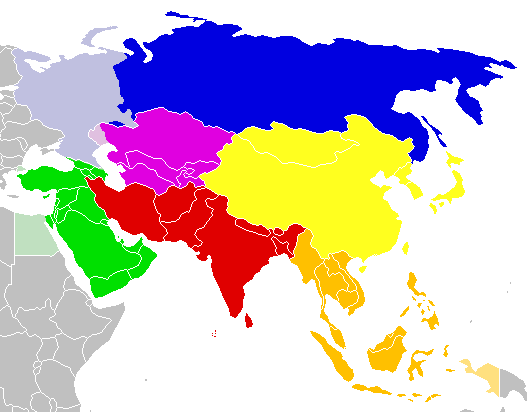
Regiony Asie:
Severní Asie
Střední Asie
Jihozápadní Asie
Jižní Asie
Východní Asie
Jihovýchodní Asie

- Sever: Čeljuskinův mys (77°44' s. š.) na poloostrově Tajmyr v Rusku
- Východ: Děžňovův mys (169°40' z. d.) na poloostrově Čukotka v Rusku
- Jih: Mys Buru (1°25' s. š.) na Malajském poloostrově
- Západ: Mys Baba (26°3' v. d.) v Turecku jižně od Dardanel

Vzhledem k pozemnímu spojení Asie s Evropou i Afrikou se někdy rozcházejí názory na to, kudy vést hranici mezi těmito kontinenty. Rozšířená a na českých školách vyučovaná verze hranice mezi Evropou a Asií vede z Bajdarackého zálivu po východním úpatí Uralu (Ural leží celý v Evropě), dále po řece Embě, po pobřeží Kaspického moře a Kumomanyčskou sníženinou na sever od Kavkazu (Kavkaz je častěji označován jako Asie) do Azovského moře. Dále k jihozápadu oba světadíly odděluje Černé moře, průliv Bospor, Marmarské moře a průliv Dardanely. Do obou světadílů zasahuje území Ruska, Kazachstánu a Turecka.
Od Afriky je Asie oddělena Suezským průplavem. Sinajský poloostrov už tedy leží v Asii a Egypt tak zasahuje částí území do Afriky a částí do Asie. Dále na jih oba světadíly odděluje Rudé moře.
Ani hranici s Austrálií a Oceánií není snadné stanovit. Australská pevnina se sice asijské nedotýká, ale mezi nimi leží velké množství ostrovů, u nichž není vždy jasné, ke kterému světadílu je přiřadit. Ostrov Nová Guinea se obvykle řadí k Oceánii, což znamená, že území Indonésie zasahuje do obou světadílů. Zoogeografové pracují s tzv. Wallaceovou linií, která odděluje ekosystémy považované za čistě asijské od smíšených asijsko-australských.
Nejjasněji vymezená je hranice Asie a Severní Ameriky. Ty jsou odděleny 88 km širokou Beringovou úžinou v místech, kde se k sobě blíží asijská Čukotka a americká Aljaška.
Nejzazší body na ostrovech:
- Sever: Arktický mys (81°16' s. š.) na ostrově Komsomolec v ruském souostroví Severní země
- Východ: Uprostřed Beringova průlivu se nachází rusko-americké souostroví Diomédovy ostrovy, které fyzickogeograficky nepatří jednoznačně ani k Asii, ani k Americe (západní ostrov leží asi 35 km od asijské pevniny, východní ostrov asi 36 km od americké), politicky je však rozděleno mezi Rusko a Spojené státy. Tříkilometrovým průlivem mezi oběma ostrovy také probíhá Datová hranice. Přiřadíme-li ruský ostrov k Asii, bude jeho východní okraj nejvýchodnějším bodem světadílu (169°0' z. d.)
- Jih: Záleží na tom, které ostrovy ještě přiřadíme k Asii a které již k Austrálii. Při nejjednodušší variantě, kdy hranice vede mezi Malajským souostrovím na asijské straně a ostrovy Ashmore a Cartier na australské, se nejjižnější bod nachází na ostrůvku u indonéského ostrova Roti (11°1' j. š.)
- Západ: I v Egejském moři leží velké množství ostrovů. Mnohé z nich leží těsně u pobřeží Malé Asie (např. Samos 1,6 km daleko), ale politicky náleží Řecku. Zohlednění jejich geologické spřízněnosti s asijskou pevninou by zřejmě umožnilo posunout hranici až na západní pobřeží ostrovů Lesbos a Chios (25°50' v. d.), na druhé straně by to ale znamenalo, že část řeckého území leží v Asii, což je v rozporu se všeobecně přijímaným názorem. Nejzápadnější ostrov pod tureckou správou je Gökçeada, ta má ale zřetelně blíž k evropské než k asijské části Turecka. Za nejzápadnější výspu Asie lze tedy buď považovat ostrov Bozcaada (25°58' v. d.), nebo prohlásit, že veškeré egejské ostrovy už patří k Evropě bez ohledu na svou vzdálenost od asijské pevniny.

## Asijské geografické rekordy
Mnohé asijské geografické rekordy jsou současně světovými rekordy.

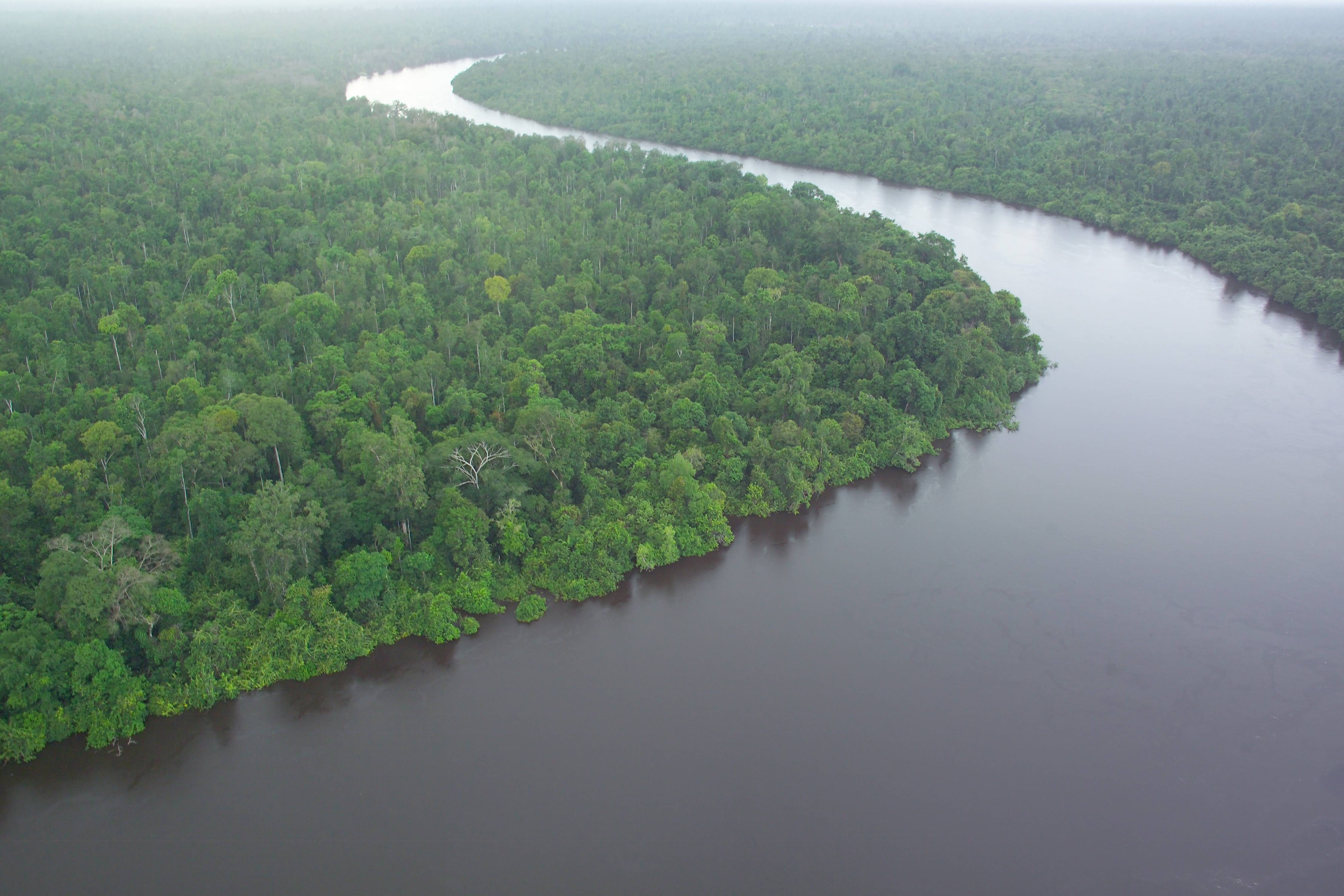
Deštný prales na Borneu

- Nejvyšší hora: Mount Everest – 8849 m (Nepál, Čína, Himálaj) je současně nejvyšší horou světa
- Nejvyšší činná sopka: Ključevskaja – 4750 m (Rusko, Kamčatka)
- Nejnižší bod: hladina Mrtvého moře – 400 m pod úrovní světového oceánu (Izrael, Jordánsko)
- Nejhlubší kryptodeprese: Bajkal – dno −1186,5 m pod úrovní hladiny oceánu (Rusko) je současně nejhlubší kryptodepresí na světě
- Nejdelší řeka: Jang-c’-ťiang – 6379 km (Čína) je 3. nejdelší řeka světa a s průtokem 31 900 m³/s 4. nejvodnatější tok této planety
- Největší ostrov: Kalimantan nebo také (Borneo) – 725 460 km² (3. největší ostrov světa)
- Největší poloostrov: Arabský poloostrov – 2 780 000 km²[1][2]
- Nejvzdálenější místo od moře: Džungarská pánev (Čína) – 2650 km od Severního ledového i od Indického oceánu je současně nejvnitrozemštějším bodem na světě
- Největší jezero: Kaspické moře – 371 000 km² (největší jezero na světě)
- Nejhlubší jezero: Bajkal – 1642 m (nejhlubší jezero na světě)
- Nejlidnatější stát: Indie – 1 498 863 874 (nejlidnatější stát na světě)
- Největší stát: Rusko – 13 200 000 km² (asijská část; celé Rusko je největší stát světa)

## Geologie

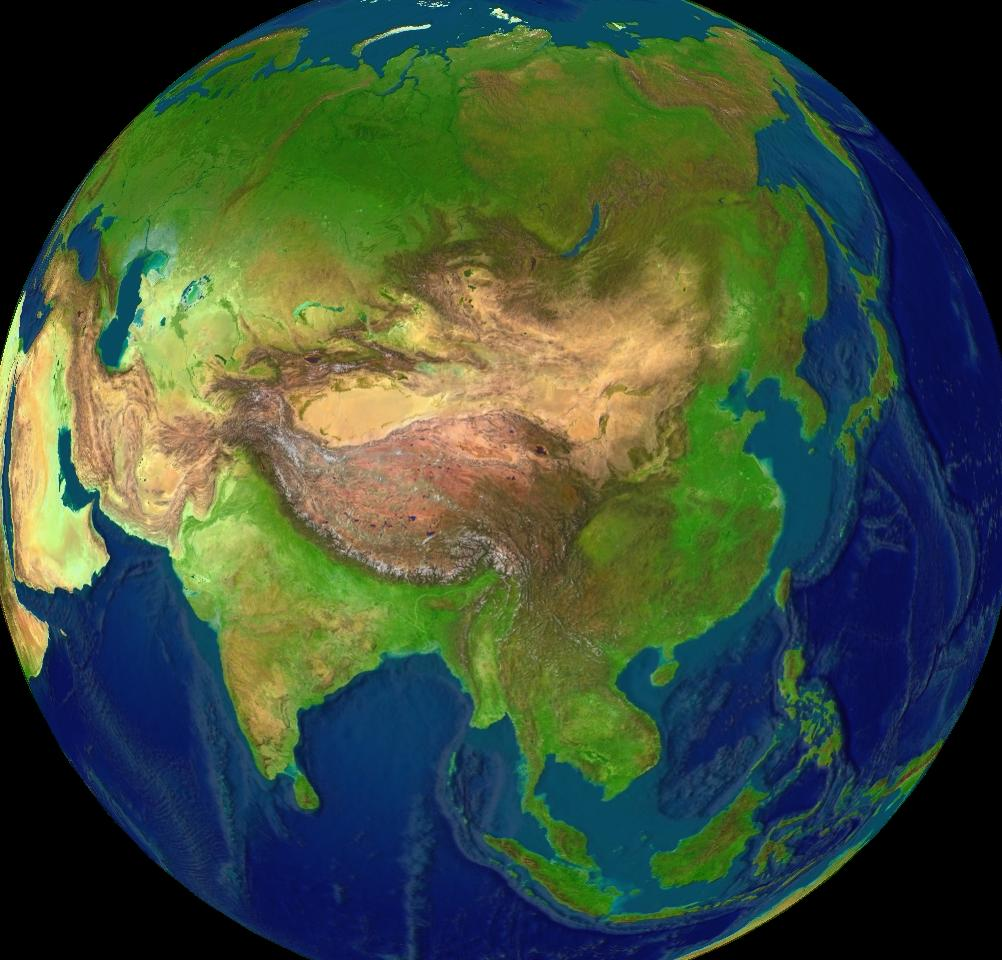
Asijský světadíl – počítačový model pohledu z vesmíru

Asie vznikla spojením několika platforem. Sibiřská platforma byla v minulosti samostatným kontinentem, který se spojil s Baltikou, čímž vzniklo pohoří Ural. Čínská platforma se pospojovala z menších bloků (Severní Čína, Blok Jang-c' a Jižní Čína) a nakonec se spojila se Sibiří. V nejmladší době pak do Asie narazily dvě platformy, které se oddělily od někdejší Gondwany: Indická a Arabská.

### Sibiřské jednotky
Sibiřská (angarská) platforma představuje velký stabilní blok. Aldanský a anabarský štít obsahují horniny až 3,5 miliardy let staré. Člení se následovně:
- Předbajkalské jednotky
  - Aldanský štít
  - Anabarský štít
- Vrásová pásma bajkalského vrásnění (Bajkalské pohoří, Jenisejské pohoří)
- Depresní jednotky – syneklízy a okrajové prohyby (tunguzská a viljujská syneklíza, předsajansko-bajkalský prohyb)

### Čínské jednotky

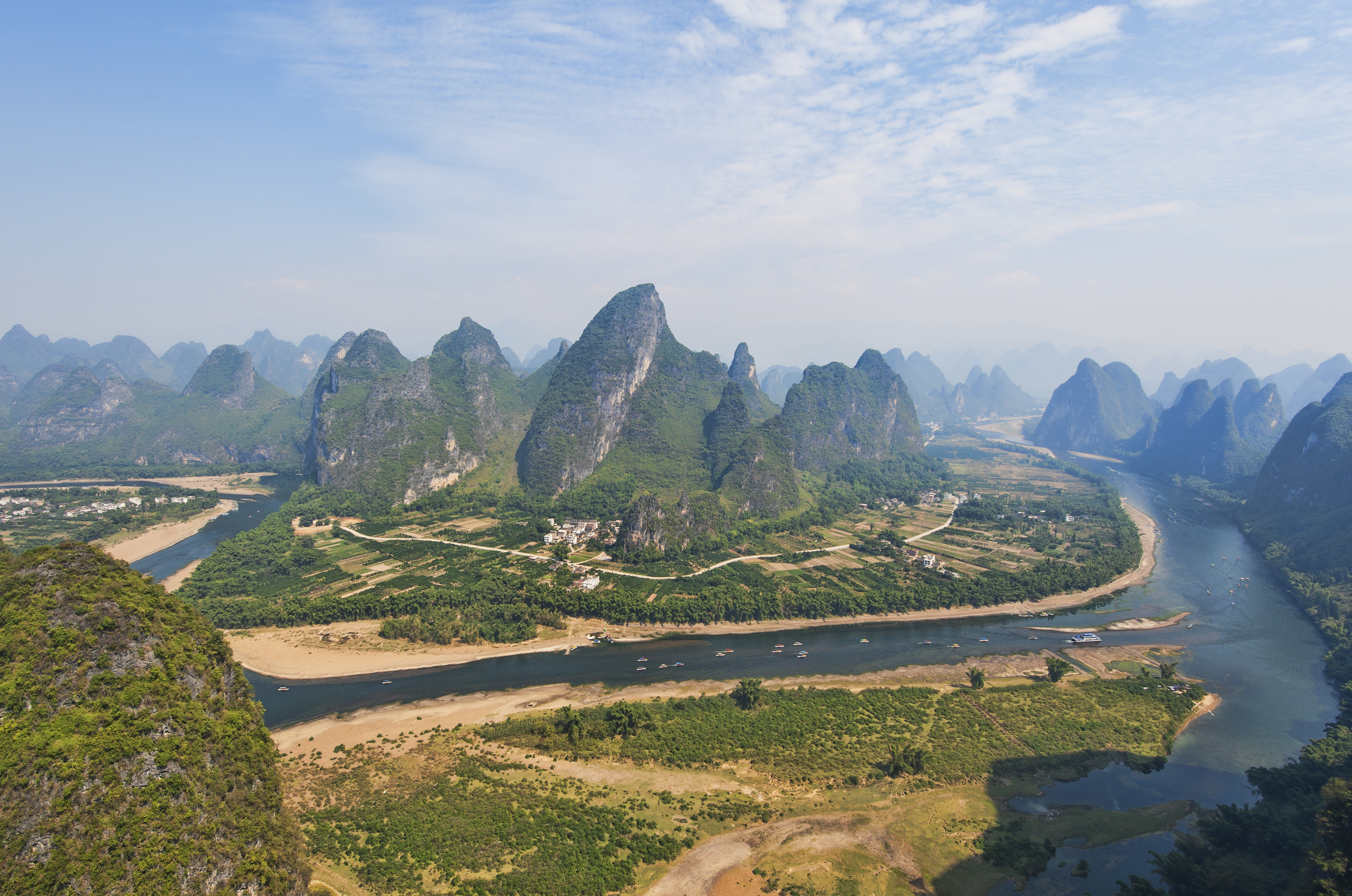
Jihočínská krasová oblast

Čínská platforma je rozdělena na vystupující masívy, mezi nimiž leží mladší jednotky. Obsahuje prekambrické štíty:
- Tarimský štít
- Severočínský štít
- Korejský štít

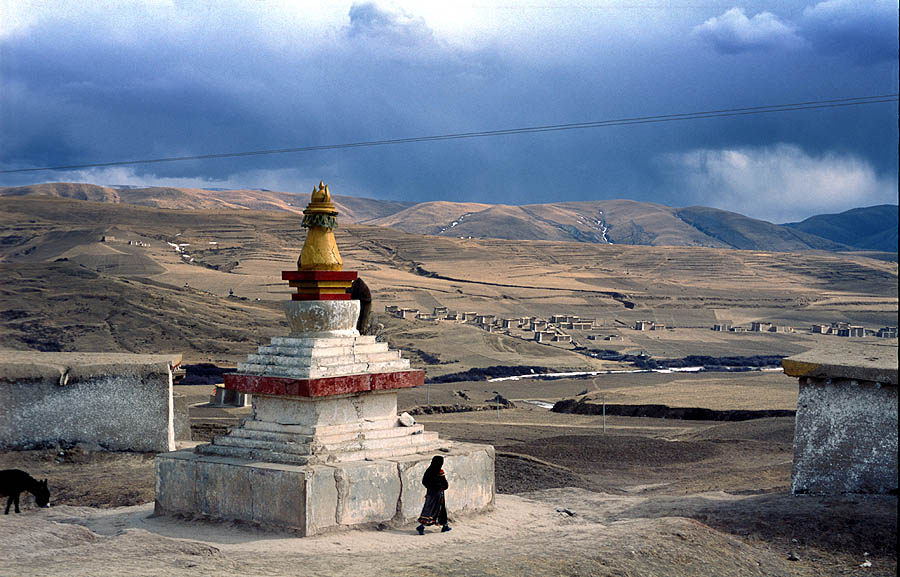
Buddhistická stúpa na Tibetské náhorní plošině

- Inšanský masiv (hřbet Vnitřního Mongolska)
- Středočínský blok
- Indočínský masiv

Čínská platforma také zahrnuje řadu plošin a poklesových pánví. Ty jsou pokryty paleozoickými, mezozoickými a kenozoickými sedimenty různého charakteru a mocnosti. Krystalické podloží leží místy ve větších hloubkách než 10 km.
- Pánev Ordos (kambrium až ordovik) obsahuje mimořádně mocné (až 7 km) platformně uložené spraše
- Pánev Chuang-che
- Pchjongjangská pánev
- Sečuánská (Rudá, Červená) pánev (synklinála vznikla koncem permu, 3 až 4 km mocné akumulace z průběhu celých druhohor)
- Nanningská pánev
- Wutchanská pánev
- Alašanská pánev
- Platformní sedimenty v Indočíně (perm, trias, jura, křída)

### Kundwanská Asie

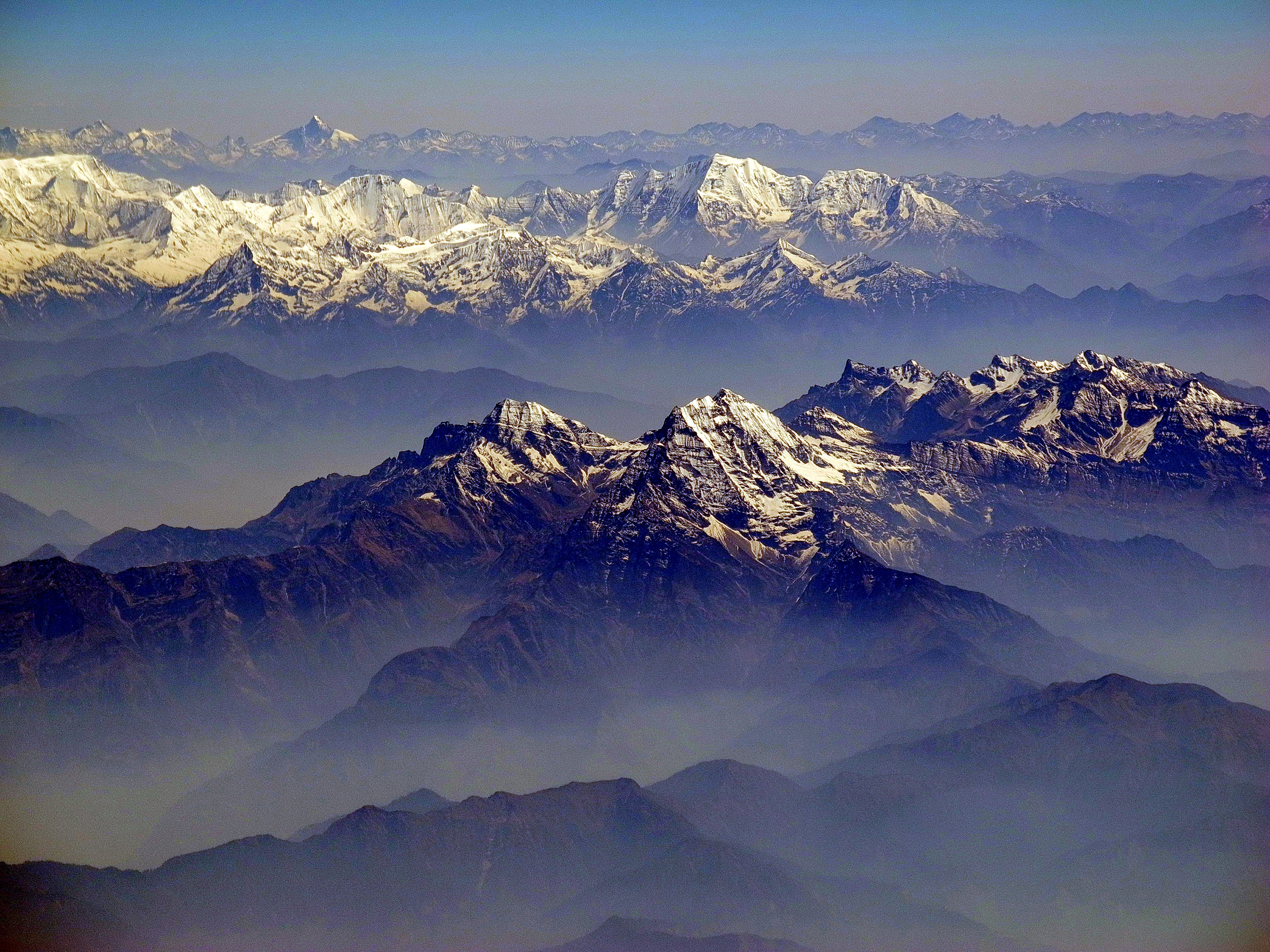
Himálaj v Nepálu

Indická platforma a Madagaskar byly původně spojeny s Afrikou, ale ve třetihorách se vydaly na sever k Asii. Madagaskar se oddělil a zůstal poblíž Afriky, zatímco Indie narazila do Čínské platformy, čímž vyvolala mohutné vrásnění, jehož výsledkem je Himálaj.
Na západě Indické platformy se nacházejí vodorovně uložené čedičové vrstvy vulkanického původu, kterým se říká trapy (např. Dekánské trapy či sibiřské trapy). Až 100 m silná vrstva čediče překrývá stará jádra.
Nejstarší kontinentální jádra se vytvořila během protoindického geotektonického cyklu. Nejstarší metamorfity jsou staré až 3,5 miliardy let.
Během dhárvárského geotektonického cyklu došlo k sedimentaci, vulkanickým procesům a průnikům granitů, dotvářela se kontinentální jádra.
Arabská platforma byla původně součástí Afriky, ale začala se od ní oddělovat příkopovou propadlinou, jejíž velkou část nyní vyplňuje Rudé moře. Nejstarší horniny jsou asi 1 miliardu let staré a nacházejí se v haliské formaci. Asi polovinu platformy tvoří prekambrické metamorfity, druhá polovina se skládá z granitoidů. Na západním okraji eroduje a klesá do příkopu Rudého moře. Východní okraj se zvedá i s akumulovanými usazeninami. Mezi vlastním štítem a Perským zálivem je mocný platformní pokryv prvohor, druhohor a třetihor. Nacházejí se tu hojné formace s ložisky ropy z období svrchní křídy a eocénu.

### Kaledonidy

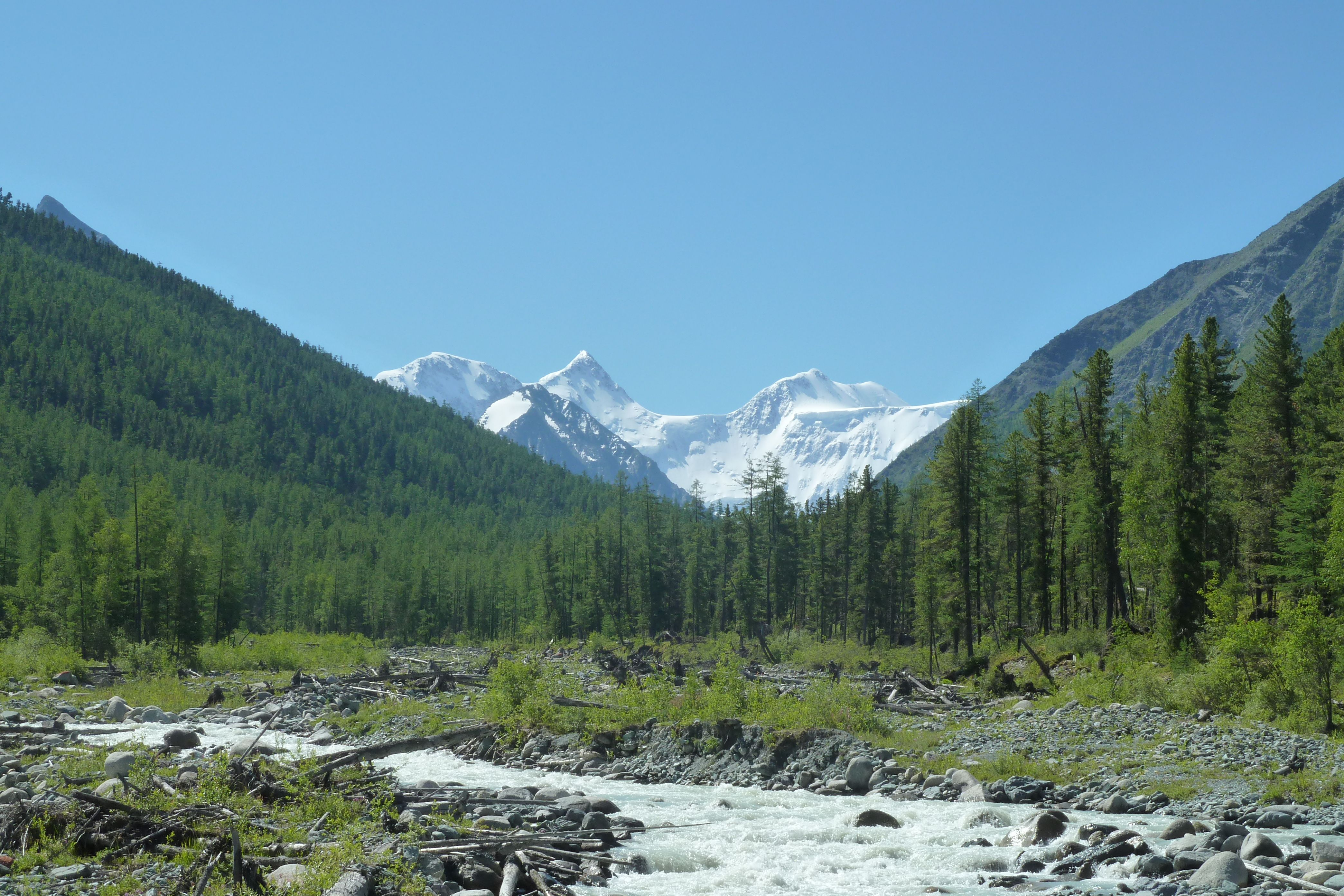
Pohoří Altaj

Kaledonidy jsou horská pásma, jejichž vývoj začal během starších prvohor, tedy v době, kdy na území dnešní Evropy probíhalo kaledonské vrásnění. Jejich zvedání podél starých zlomů mnohdy pokračovalo i později.
Sibiřské a středoasijské kaledonidy vznikly z tzv. uralsko-mongolské mobilní zóny mezi fenosarmatskou, sibiřskou a čínskou platformou. Patří sem Altaj, Sajany, Ťan-šan, Kazašská pahorkatina, Sibiřské starokaledonidy (salairidy).
Čínské kaledonidy leží zčásti ve východní Číně, kromě toho k nim patří pohoří Nan-šan. Najdeme zde 5 až 6 km mocný sinijský komplex fylitů, kvarcitů, zelenokamenů a mramorů.

### Hercynidy
Hercynidy jsou horská pásma, jejichž vývoj začal během mladších prvohor, tedy v době, kdy na území dnešní Evropy probíhalo hercynské vrásnění. Jejich zvedání podél starých zlomů mnohdy pokračovalo i později.
Ve Střední Asii jsou hercynidy silně promíchané s kaledonidy a nejde o samostatný horský systém. Hercynského stáří je např. západní část Ťan-šanu (Kyzylkumsko-ťanšanská větev), Kazašská pahorkatina, nebo jižní část Altaje a Sajanů (Irtyšsko-zajsanská větev).
Mongolsko-ochotské hercynidy se táhnou z Mongolska až k Ochotskému moři.
Vnitročínské hercynidy se táhnou mezi Pamírem a východočínskými kaledonidami. Patří sem Kchun-lun (vklíněn mezi tarimský a tibetský masiv) a Čchin-ling (vklíněn mezi severočínský a středočínský blok).
Sibiřské a středoasijské hercynidy a kaledonidy jsou na velkých plochách pokryty druhohorními a třetihorními nezvrásněnými vrstvami, které tak tvoří mladé platformy: Západosibiřská nížina, Turanská nížina, Tádžická pánev.

### Alpidy

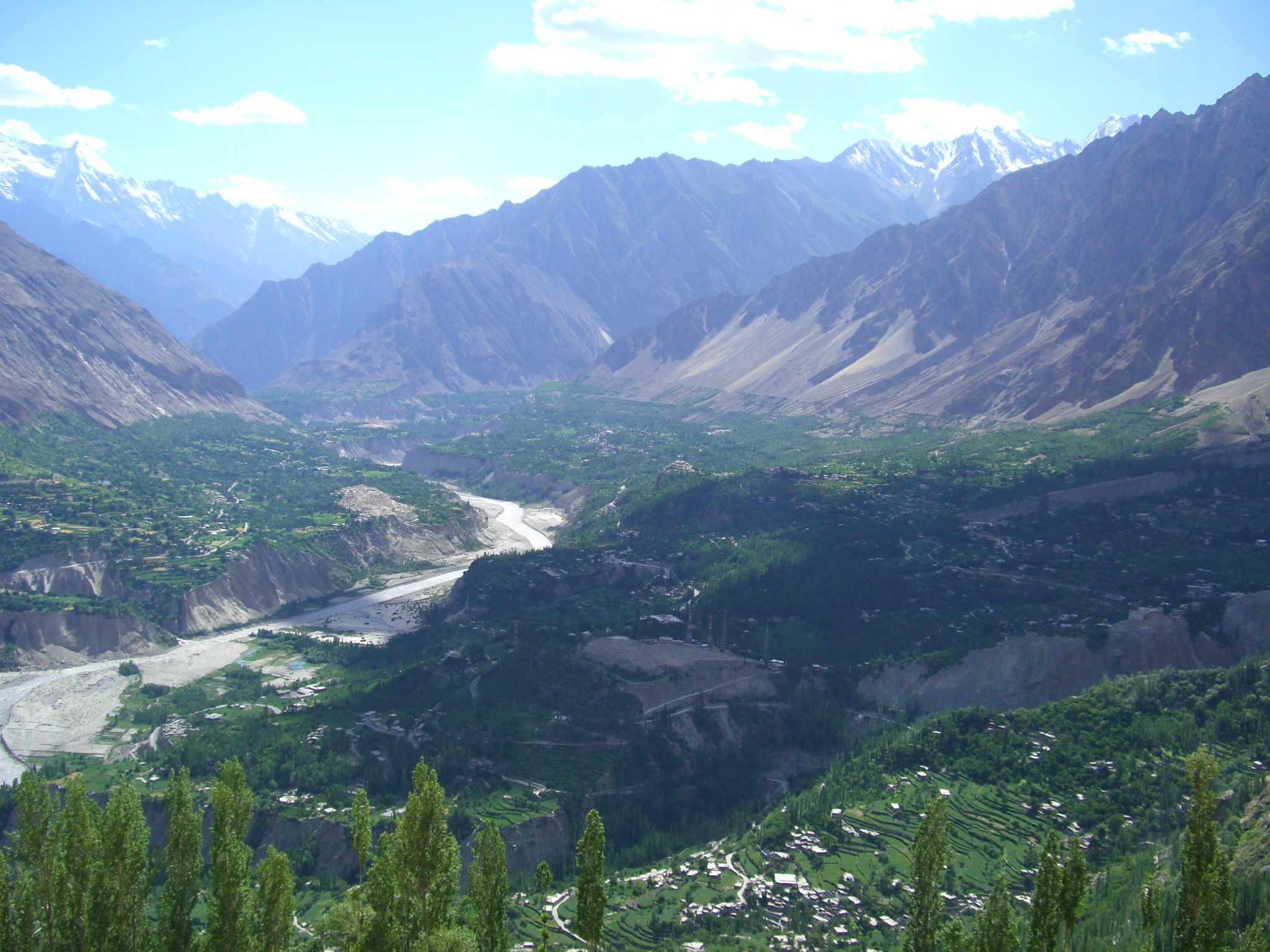
Údolí řeky Hunza v pohoří Karákóram

Alpidy jsou horská pásma, jejichž vývoj začal ve druhohorách nebo později. Některé se začaly zvedat během kimmerského vrásnění, některé až během alpinského.
Tethydní alpidy vznikly z bývalého oceánu Tethys a jde o asijskou část Alpsko-himálajského systému. Patří sem Pontidy, Anatolidy a Tauridy v Turecku, ostrov Kypr, Krymsko-kavkazská oblast, Malý Kavkaz a Arménská vysočina, Zagros (Iranidy), centrální íránské pásmo s lutským masivem, makránsko-balúčistánská flyšová jednotka, východoíránská pohoří, ománská ofiolitová zóna, orogenní zóna Alborzu, Kopet Dag, centrální pákistánský hřbet (kvétský hřbet), pamírsko-hindúkušsko-karákoramská elevace, Himálaj a Transhimálaj, Indoganžská nížina.
Alpinského stáří jsou také pásma podél pobřeží Tichého oceánu, tzv. cirkumpacifické alpidy, které ovšem vznikly kontaktem jiných desek (pacifické s eurasijskou) během druhohorního jenšanského vrásnění. Patří sem starší pásma v Laosu, Čukotsko-katasijský vulkanický pás (Kamčatka). Ve třetihorách vznikla vulkanická pásma Kuril, Japonska a Filipín, jakož i další ostrovní oblouky na západním okraji pacifické desky (Velké a Malé Sundy, Moluky aj.)

### Zemětřesení a sopečná činnost
Mnoho výše uvedených oblastí je seizmicky aktivních a zemětřesení zde nejsou vzácným jevem. Týká se to ostrovních oblouků na styku litosférických desek, např. Japonsko, Tchaj-wan, Sumatra, ale i mnoha oblastí alpsko-himálajského systému (např. Malá Asie, Kavkaz, Írán, Kašmír) i jiných zlomových oblastí (např. Sečuánská pánev).
Oblastí vulkanického původu je v Asii celá řada, dodnes činné sopky najdeme opět především ve východní Asii podél okraje Tichého oceánu: Kamčatka, Japonsko, Filipíny, Indonésie.

## Vodstvo

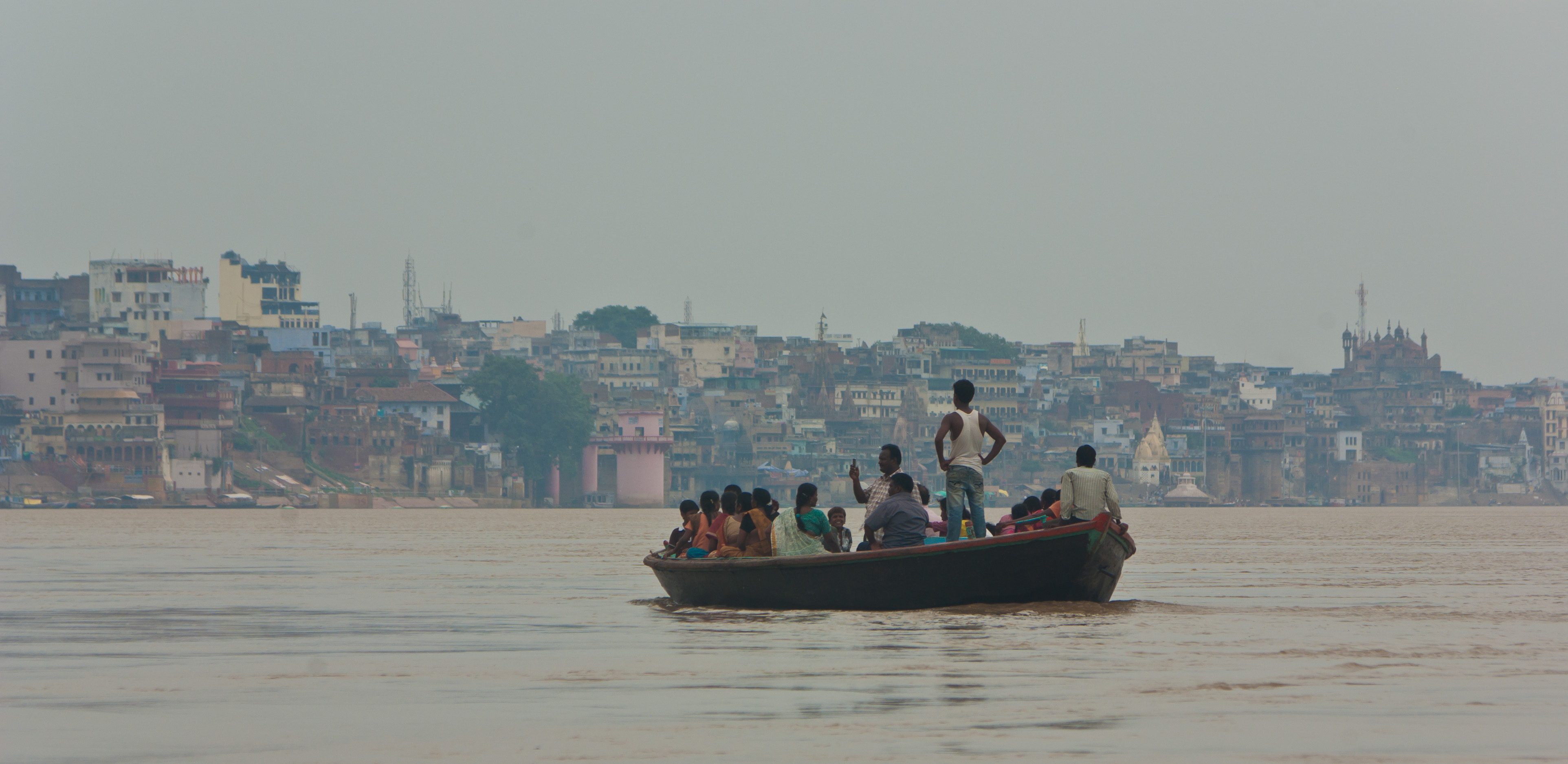
Ganga je posvátná řeka hinduismu

V Asii se nacházejí mnohé z nejdelších a nejvodnějších veletoků na Zemi, mj. Čchang-ťiang (Dlouhá řeka, Evropanům známá též jako Jang-c’-ťiang), Chuang-che (Žlutá řeka), Ob, Jenisej, Lena, Amur, Mekong, Brahmaputra, Ganga, Indus, Eufrat a Tigris. Velké sibiřské řeky (Ob, Jenisej, Lena) odtékají do Severního ledového oceánu, čínské a indočínské veletoky (Chuang-che, Čchang-ťiang a Mekong) míří na východ do Tichého oceánu, další směřují k jihu do Indického oceánu. Velké oblasti v nitru Asie jsou bezodtoké, tj. bez spojení se světovým oceánem. Řeky se buď ztrácejí v pouštích (např. Gobi, Taklamakan, Karakum, Kyzylkum), nebo končí ve více méně slaných jezerech, odkud se voda vypařuje (Balchaš, Aralské jezero, Kaspické moře). Z významných řek se to týká např. Amudarji, Syrdarji a Tarimu. Naopak nejhlubší jezero světa Bajkal (odkud voda odtéká řekou Angarou) je sladkovodní a odhaduje se, že obsahuje asi pětinu světových zásob sladké vody.

## Podnebí

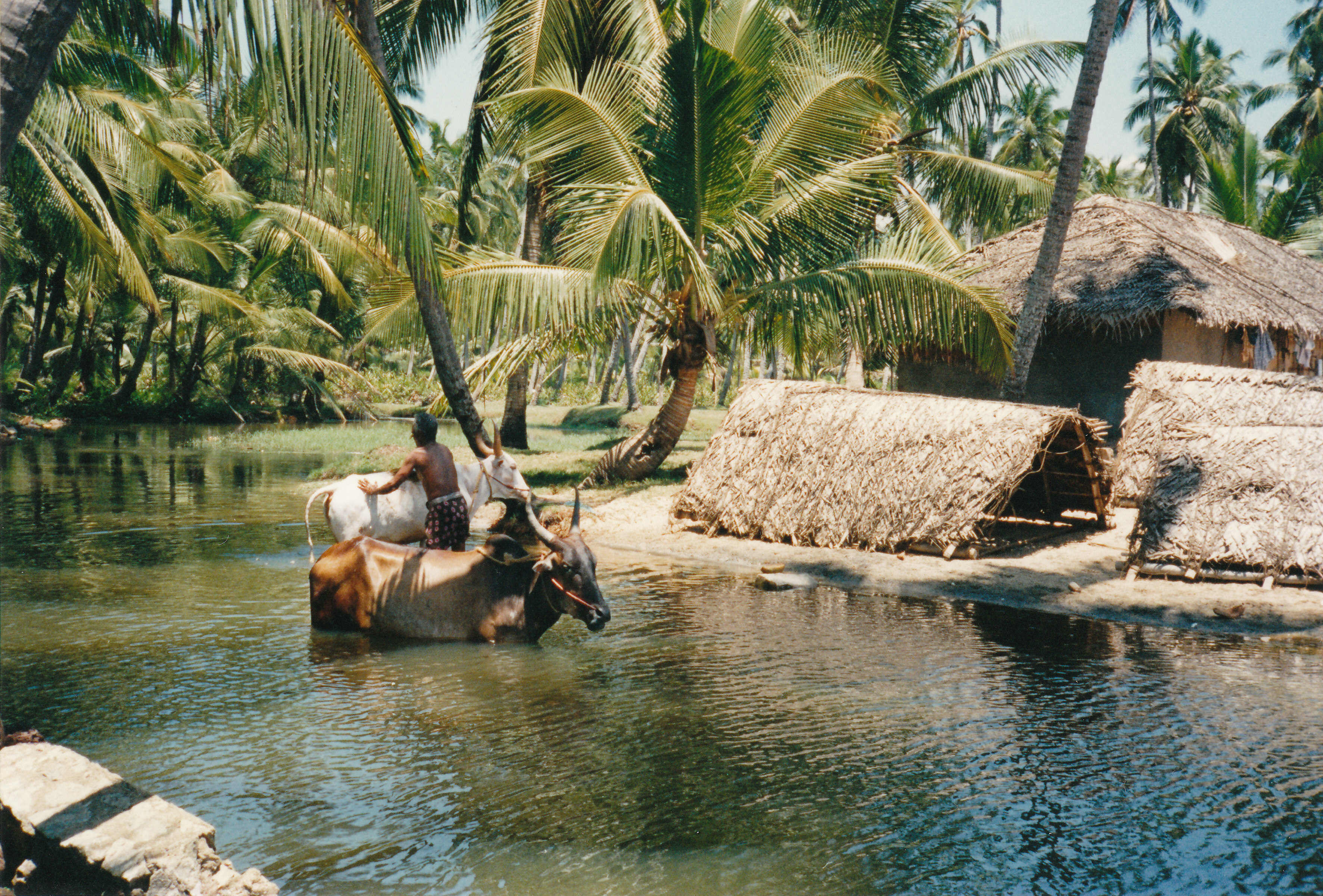
Kérala v jižní Indii má vlhké tropické podnebí ovlivněné sezonními monzuny

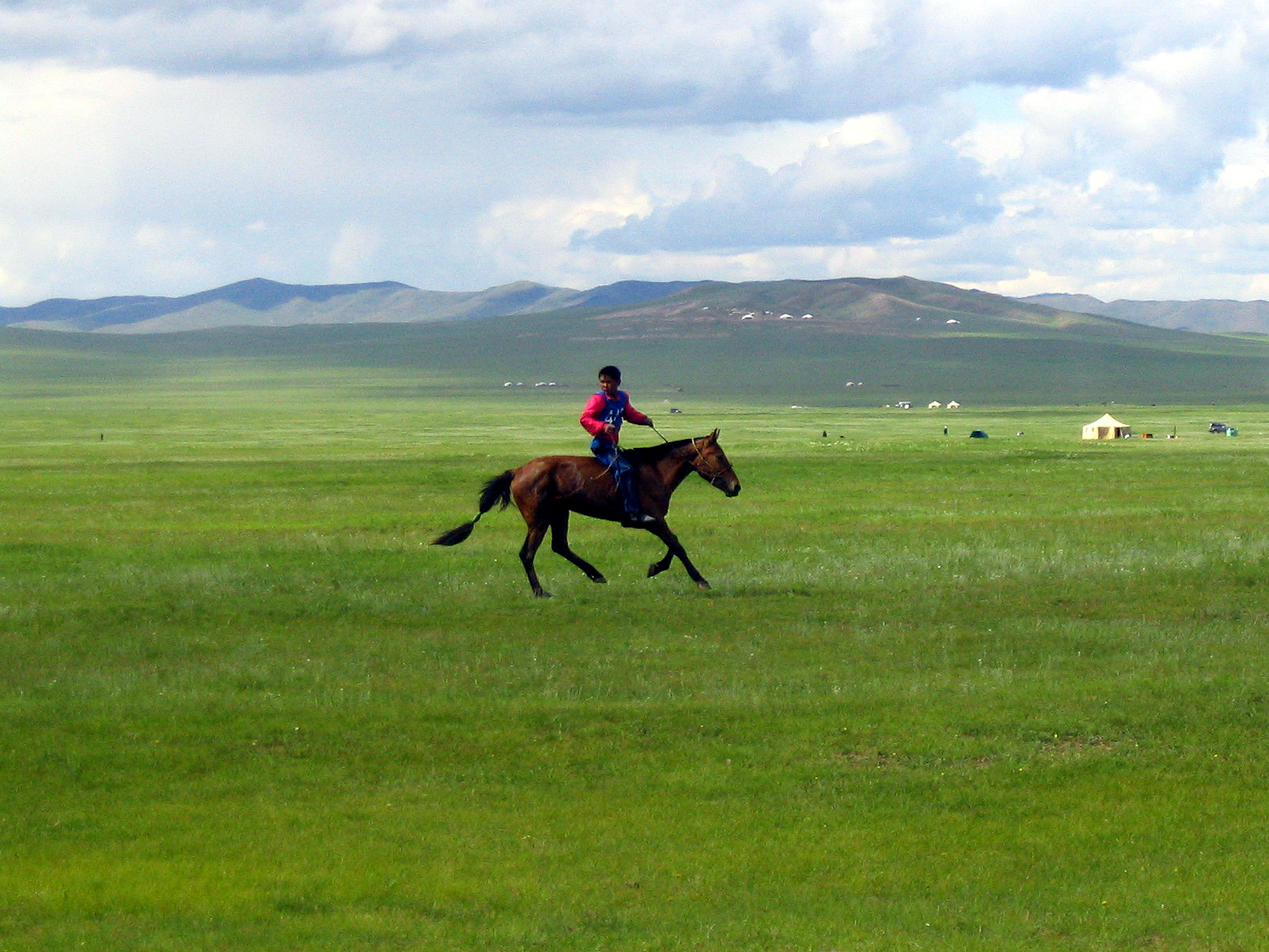
Step v Mongolsku se vyznačuje horkými léty a chladnými zimami

Vzhledem k obrovské rozloze Asie zde najdeme všechny hlavní podnebné pásy. Velká území v nitru kontinentu mají silně kontinentální podnebí s velkými teplotními rozdíly mezi zimou a létem. Tlak vzduchu přepočtený na hladinu moře dosahuje nejvyšších hodnot v lednu v oblasti Ulánbátaru a Sibiře (103 kPa). Vzniká tlaková výše (anticyklóna) nad střední Sibiří. Naopak velká tlaková níže (cyklóna) vzniká v červenci kolem Dillí (99,5 kPa). Nejnižší lednové teploty na Sibiři mohou klesnout i pod −50 °C, v jižní Asii zůstávají kolem +25 °C. Rozpětí průměrných červencových teplot je od 5 do 35 stupňů.
Množství srážek je ovlivněno především vysokými asijskými horstvy. Jih a jihovýchod kontinentu je extrémně vlhký, naopak ve srážkovém stínu za Himálajem leží velmi suché pouštní oblasti. Roční období v Himálaji a na jih od něj jsou ovlivňována pravidelnými monzuny.
V Asii rozlišujeme tyto klimatické oblasti podle Köppena:
- Tundrové podnebí
- Boreální podnebí
- Stepní podnebí
- Mírně teplé monzunové podnebí
- Monzunové podnebí
- Podnebí tropického deštného pralesa
- Studené pouště
- Horké pouště
- Středomořské podnebí

## Vegetace

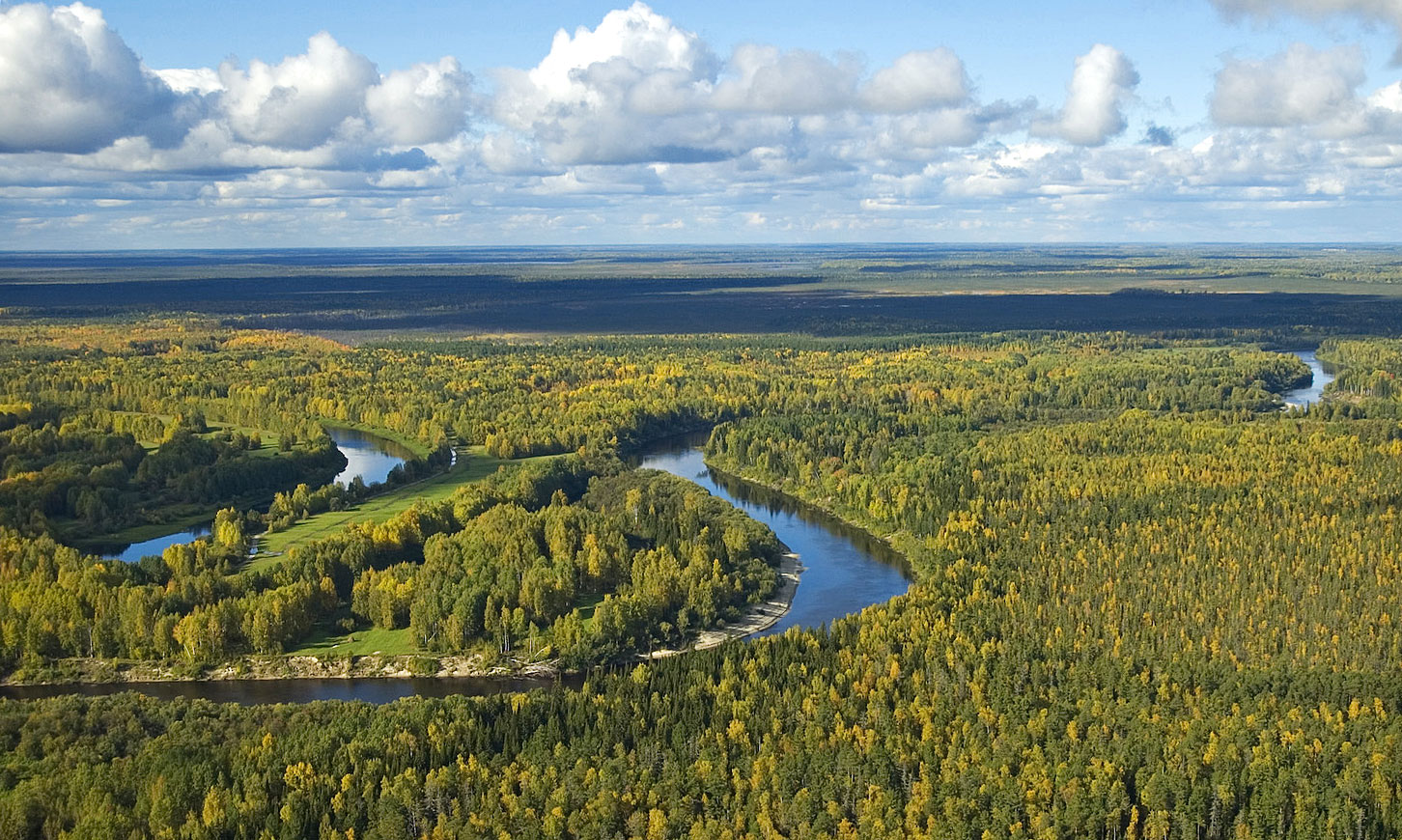
Tajga v západosibiřské rovině

V severní Asii (na Sibiři) jsou hlavními biotopy tundra, lesotundra a tajga. V mírném podnebném pásu najdeme listnaté opadavé lesy mírného pásu, lesostep a step, dále na jih pak polopouště a pouště. V jižní a jihovýchodní Asii pak původní společenstva spadají pod monzunové opadavé lesy a tropické deštné lesy.
Velká území na Sibiři pokrývá trvale zmrzlá půda (permafrost). Dále na jih ji lze nalézt v Tibetu kvůli vysoké nadmořské výšce. Ledovce se zachovaly v nejvyšších pohořích (např. Himálaj, Pamír, Ťan-šan), ale kvůli globálnímu oteplování se zkracují.

## Obyvatelstvo

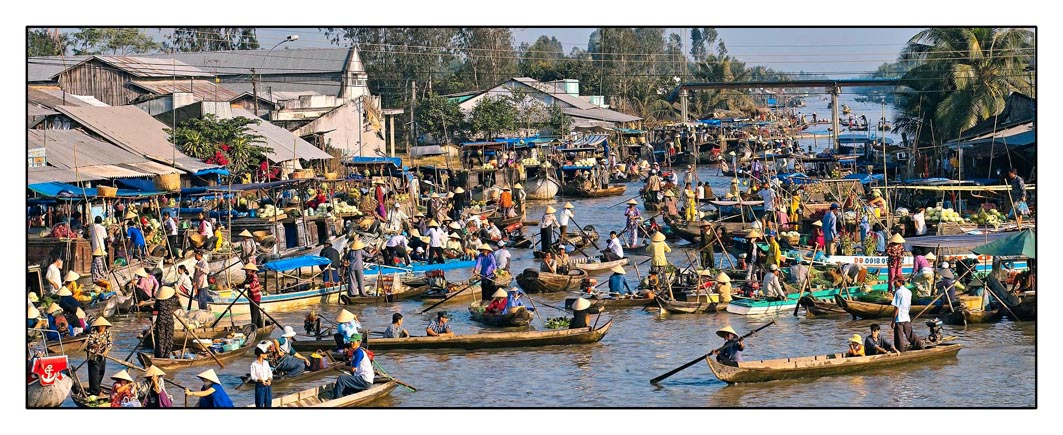
Plovoucí trh ve Vietnamu kde se počet obyvatel od roku 1979 téměř zdvojnásobil

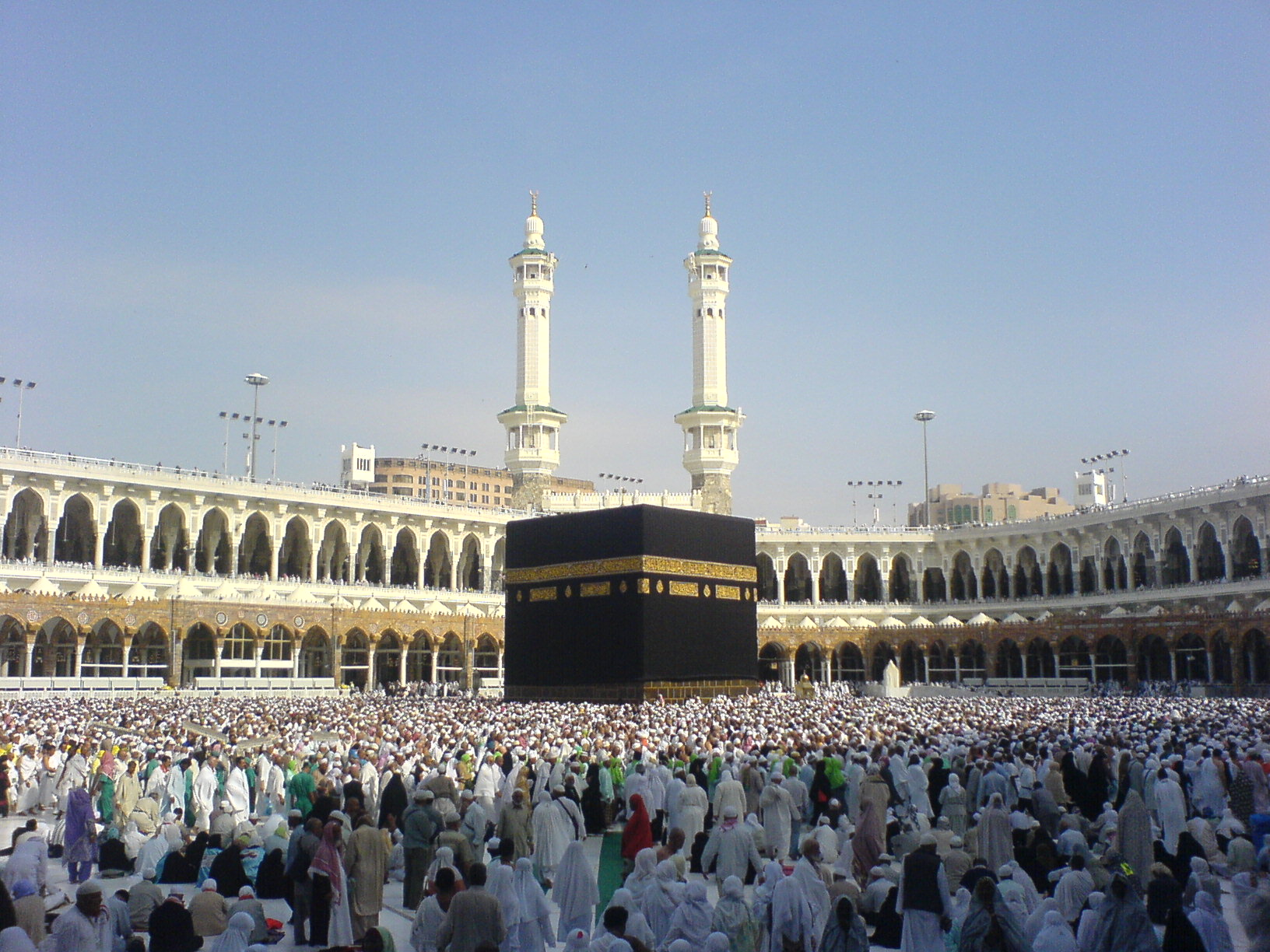
Muslimští poutníci v Mekce. Asie je kolébkou všech hlavních světových náboženství.

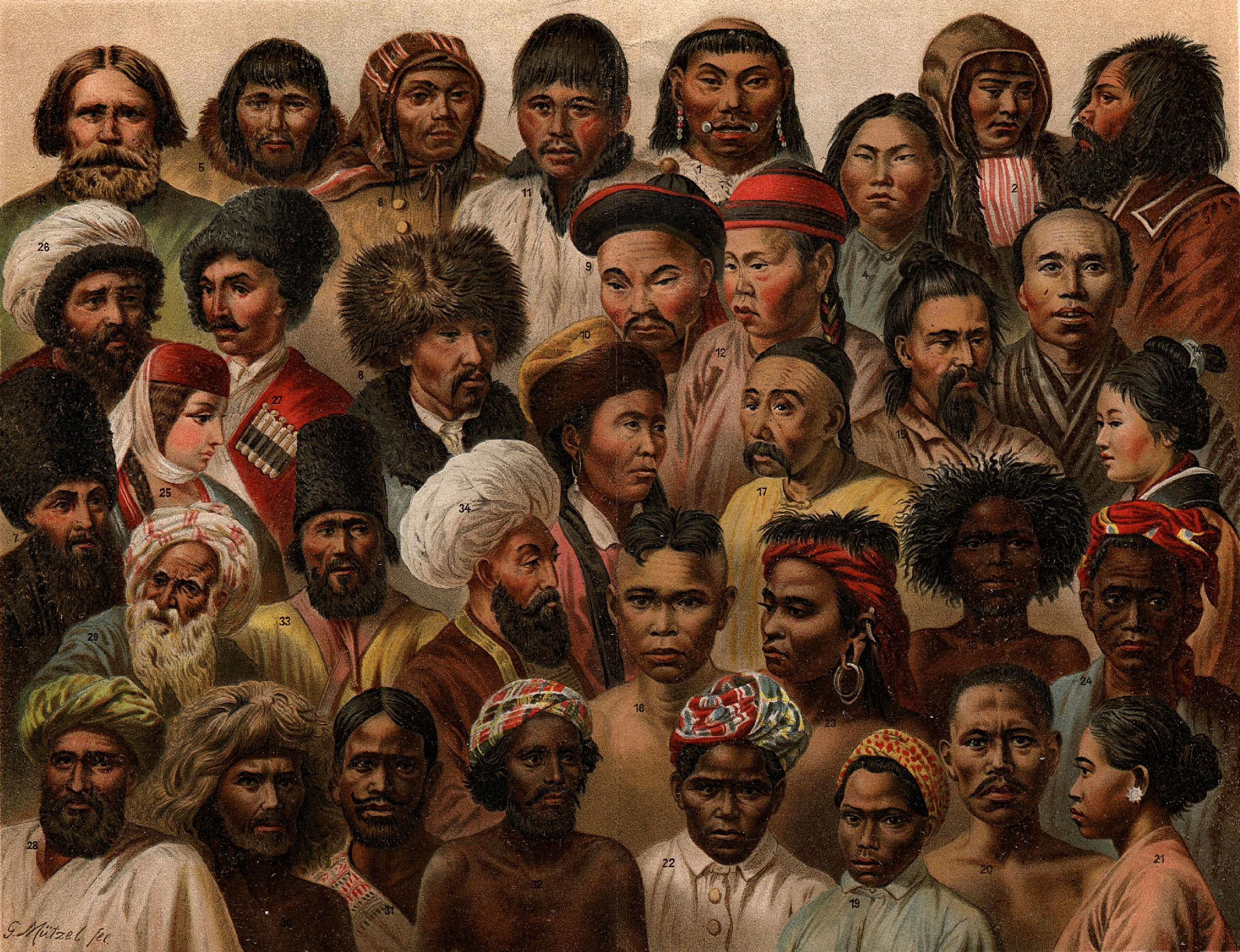
Různorodé obyvatelstvo Asie od sibiřských Čukčů až po filipínské Negrity (1904)

Kolem roku 1900 žilo v Asii 947 milionu lidí. Od té doby počet obyvatel Asie vzrostl čtyřnásobně a v roce 2012 dosáhl 4 175 038 363 a stále stoupá. Polovinu tvoří obyvatelstvo do 20 let.
V Asii žijí přibližně dvě třetiny obyvatelstva světa. Nejvíce obyvatel má Indie s 1,4 mld. osob.

## Regiony a státy

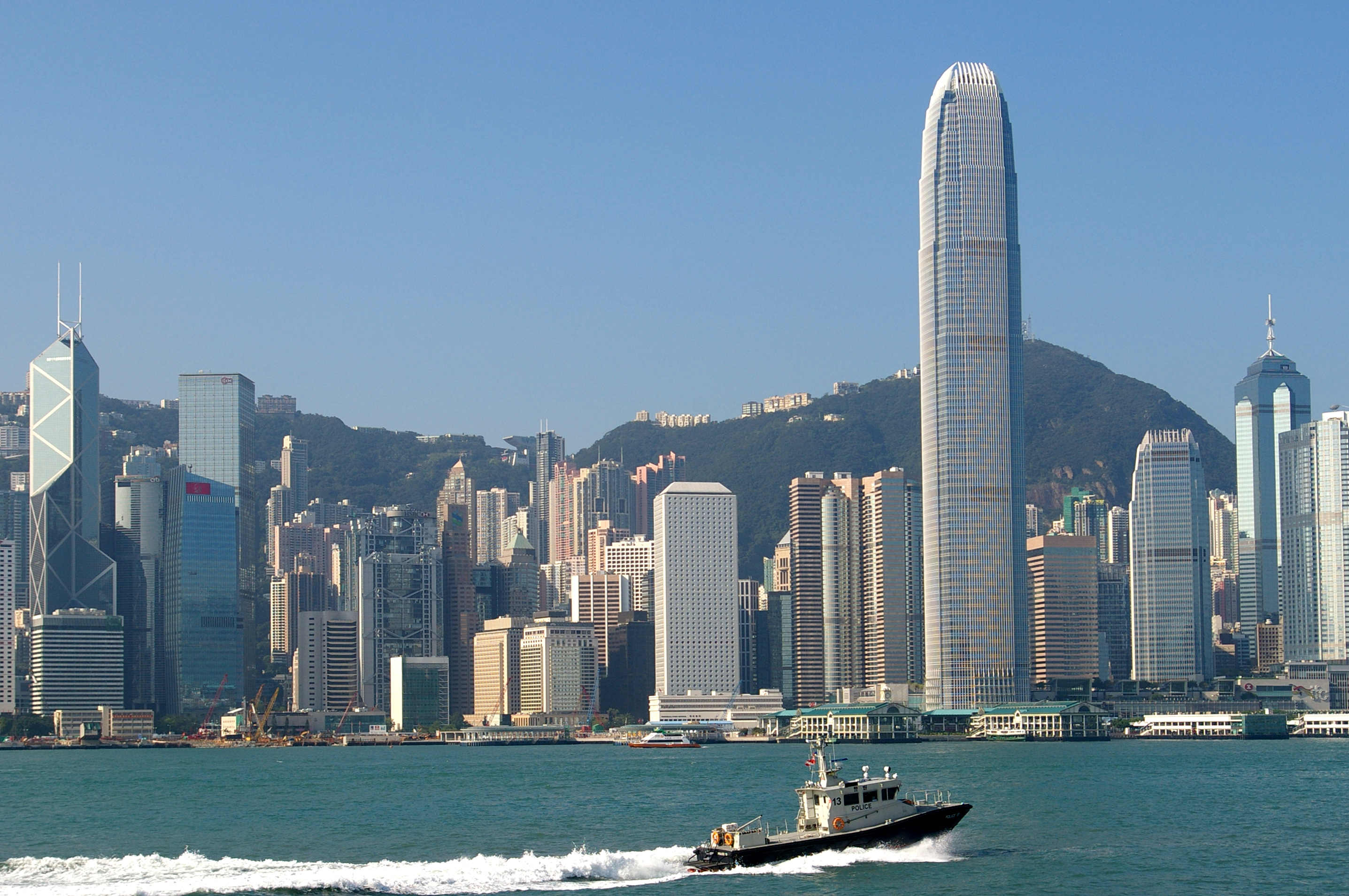
Hongkong byl do roku 1997 britskou kolonií

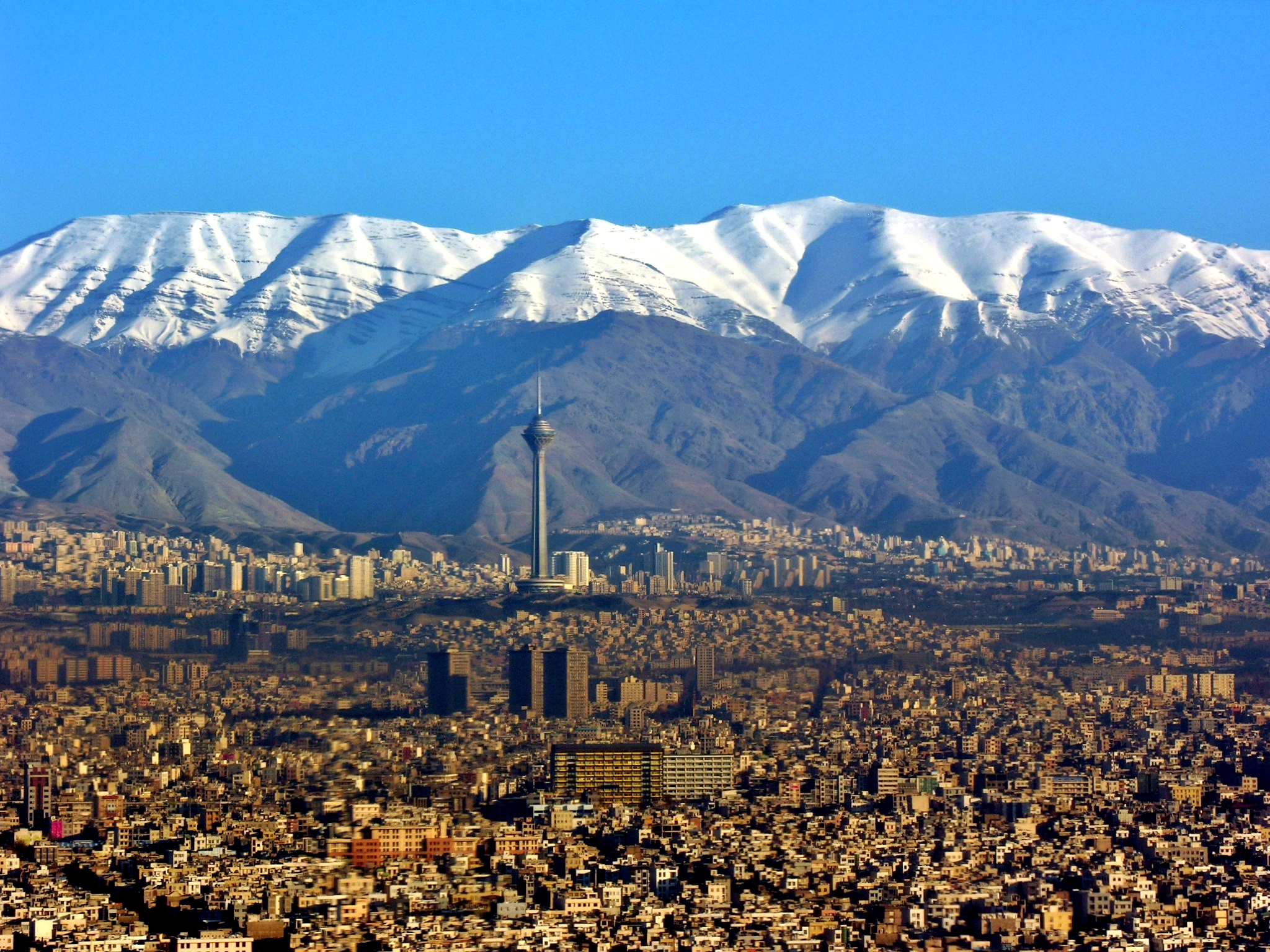
Teherán je hlavní město Íránu

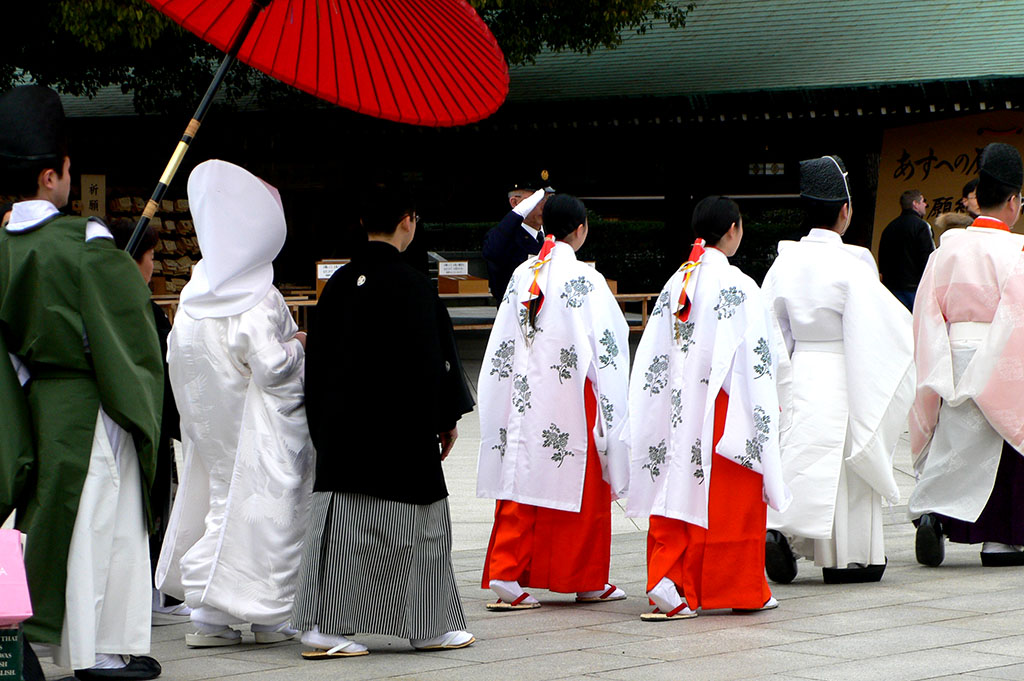
Tradiční japonská svatba v šintoistické svatyni Meidži

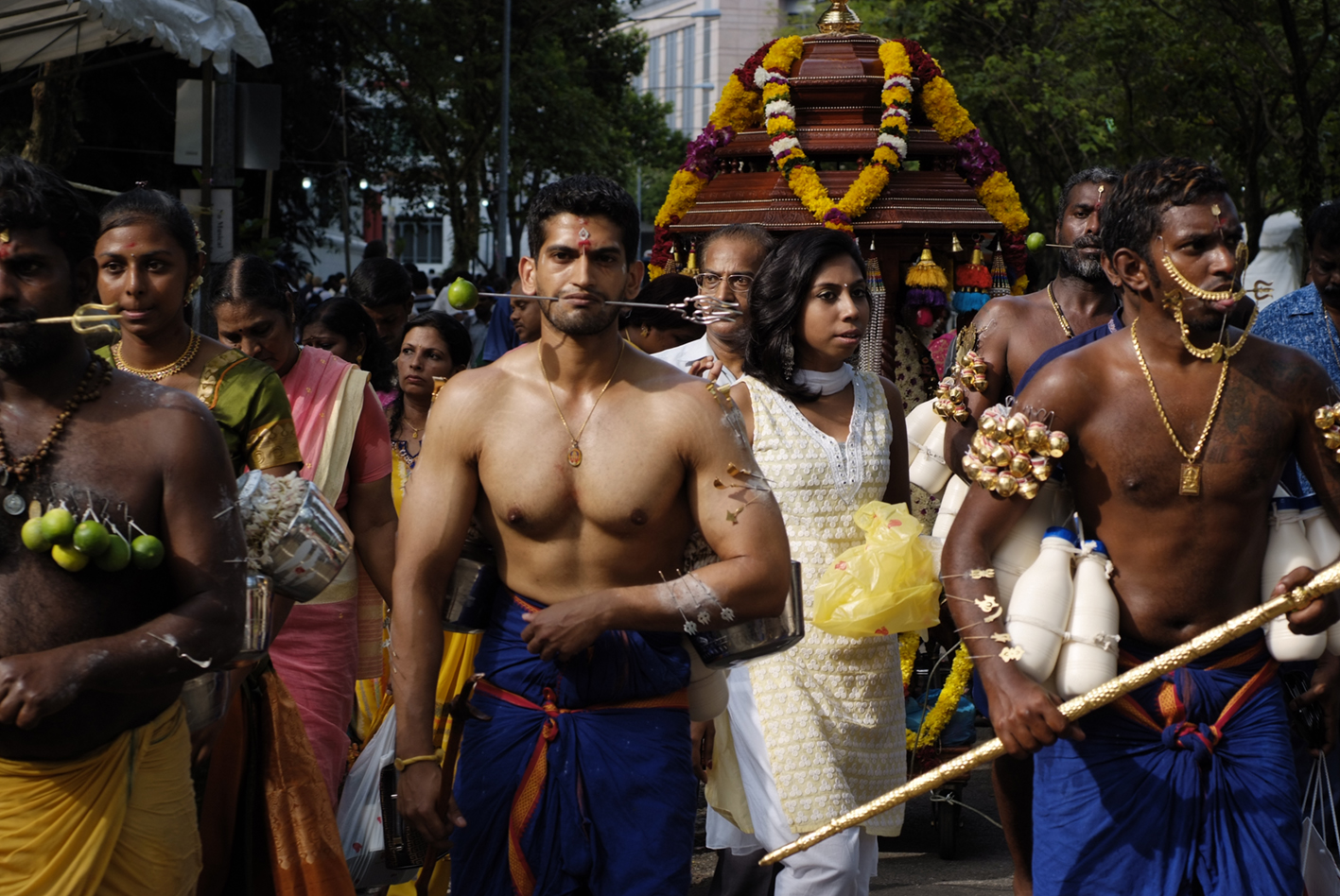
Hinduistický festival v Singapuru

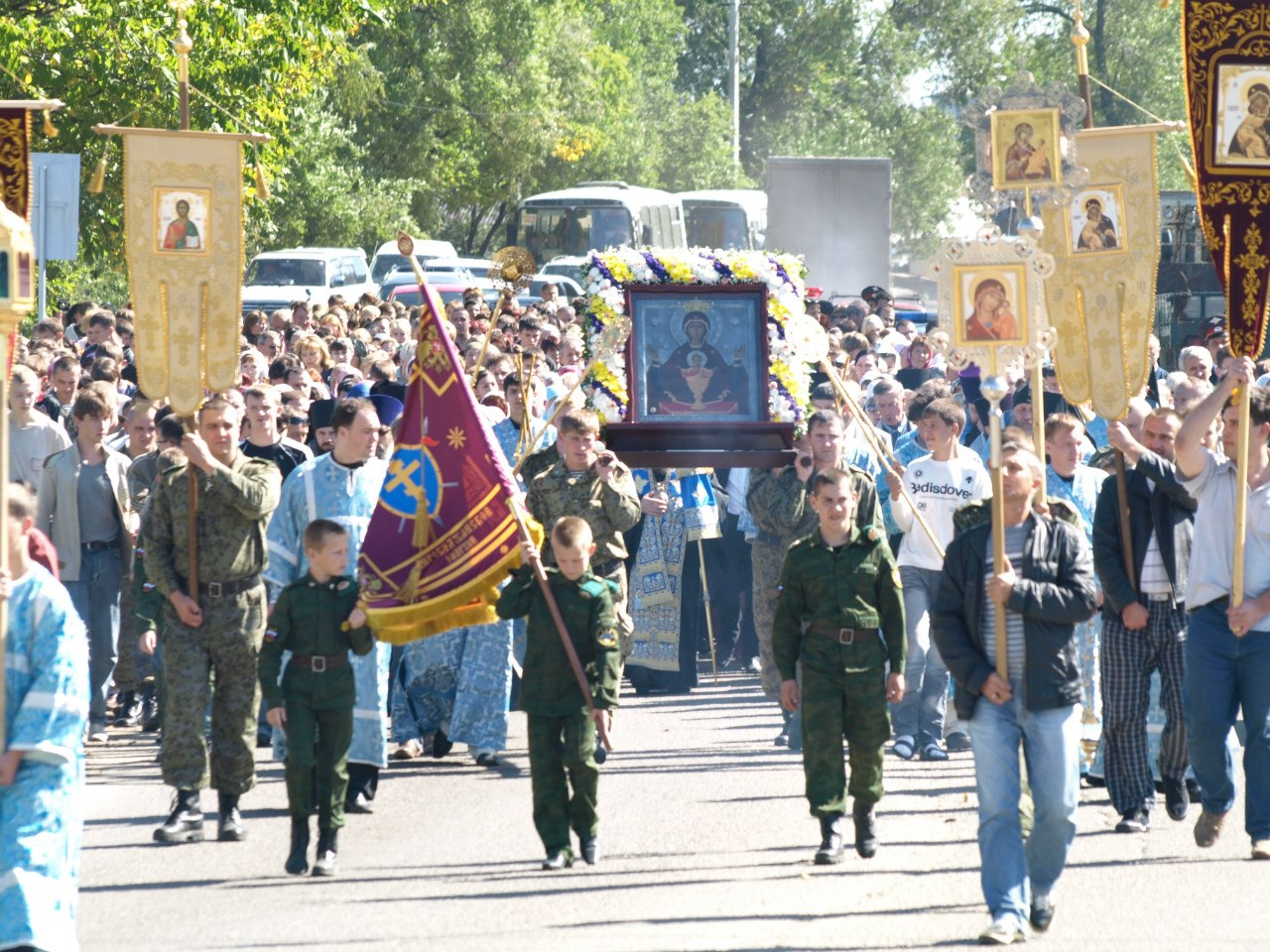
Procesí Ruské pravoslavné církve v Židovské autonomní oblasti na Sibiři

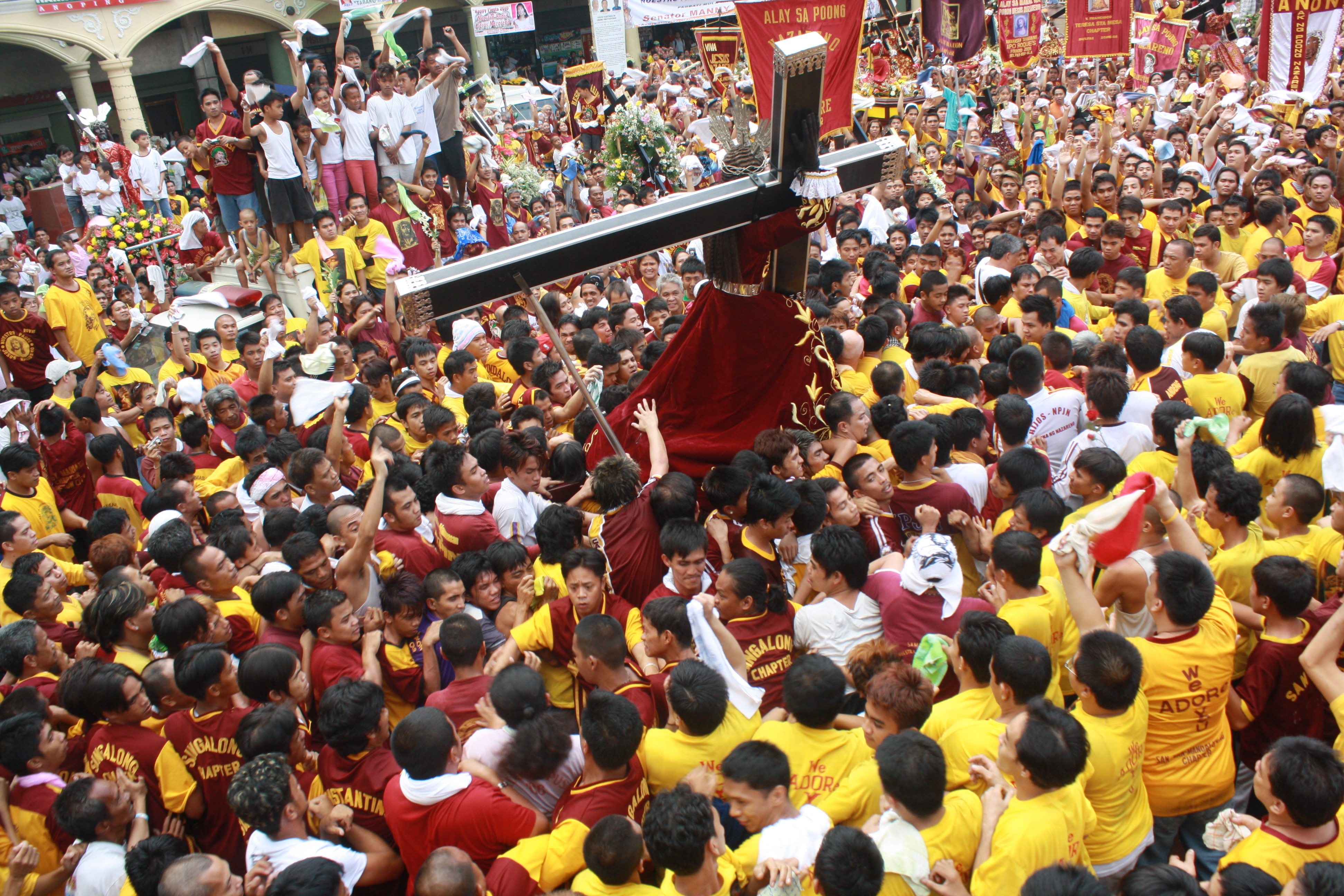
Katolické procesí v Manile na Filipínách

| Název regionu a území s vlajkou | Rozloha (km²) | Počet obyvatel (odhad k 1. 7. 2002) | Počet obyvatel (odhad k roku 2018) | Hustota osídlení (ob./km²) | Hlavní město        |
| Severní Asie:                   | Severní Asie: | Severní Asie:                       | Severní Asie:                      | Severní Asie:              | Severní Asie:       |
| ------------------------------- | ------------- | ----------------------------------- | ---------------------------------- | -------------------------- | ------------------- |
| Rusko                           | 13 115 200    | 39 129 729                          | 144 500 000                        | 3,0                        | Moskva              |
| Střední Asie:                   |               |                                     |                                    |                            |                     |
| Kazachstán                      | 2 346 927     | 13 472 593                          | 18 280 000                         | 5,7                        | Astana              |
| Kyrgyzstán                      | 198 500       | 4 822 166                           | 6 316 000                          | 24,3                       | Biškek              |
| Tádžikistán                     | 143 100       | 6 719 567                           | 9 101 000                          | 47,0                       | Dušanbe             |
| Turkmenistán                    | 488 100       | 4 688 963                           | 5 851 000                          | 9,6                        | Ašchabad            |
| Uzbekistán                      | 447 400       | 25 563 441                          | 32 960 000                         | 57,1                       | Taškent             |
| Východní Asie:                  |               |                                     |                                    |                            |                     |
| Čína                            | 9 584 492     | 1 384 303 705                       | 1 393 000 000                      | 134,0                      | Peking              |
| Tchaj-wan                       | 35 980        | 22 548 009                          | 23 570 000                         | 626,7                      | Tchaj-pej           |
| Hongkong (Čína)                 | 1 092         | 7 303 334                           | 7 451 000                          | 6 688,0                    | Hongkong            |
| Japonsko                        | 377 835       | 126 974 628                         | 126 500 000                        | 336,1                      | Tokio               |
| Jižní Korea                     | 98 480        | 48 324 000                          | 51 640 000                         | 490,7                      | Soul                |
| Macao (Čína)                    | 25            | 461 833                             | 631 636                            | 18 473,3                   | Macao               |
| Mongolsko                       | 1 565 000     | 2 694 432                           | 3 170 000                          | 1,7                        | Ulánbátar           |
| Severní Korea                   | 120 540       | 22 224 195                          | 25 550 000                         | 184,4                      | Pchjongjang         |
| Jihovýchodní Asie:              |               |                                     |                                    |                            |                     |
| Brunej                          | 5 770         | 350 898                             | 428 962                            | 60,8                       | Bandar Seri Begawan |
| Filipíny                        | 300 000       | 84 525 639                          | 106 700 000                        | 281,8                      | Manila              |
| Indonésie                       | 1 419 588     | 227 026 560                         | 267 700 000                        | 159,9                      | Jakarta             |
| Kambodža                        | 181 040       | 12 775 324                          | 16 250 000                         | 70,6                       | Phnompenh           |
| Laos                            | 236 800       | 5 777 180                           | 7 062 000                          | 24,4                       | Vientiane           |
| Malajsie                        | 329 750       | 22 662 365                          | 31 530 000                         | 68,7                       | Kuala Lumpur        |
| Myanmar (Barma)                 | 678 500       | 42 238 224                          | 53 710 000                         | 62,3                       | Neipyijto           |
| Singapur                        | 693           | 4 452 732                           | 5 639 000                          | 6 425,3                    | Singapur            |
| Thajsko                         | 514 000       | 62 354 402                          | 69 430 000                         | 121,3                      | Bangkok             |
| Vietnam                         | 329 560       | 81 098 416                          | 95 540 000                         | 246,1                      | Hanoj               |
| Východní Timor                  | 15 007        | 952 618                             | 1 268 000                          | 63,5                       | Dili                |
| Jižní Asie:                     |               |                                     |                                    |                            |                     |
| Afghánistán                     | 647 500       | 27 755 775                          | 37 170 000                         | 42,9                       | Kábul               |
| Bangladéš                       | 144 000       | 133 376 684                         | 161 400 000                        | 926,2                      | Dháka               |
| Bhútán                          | 47 000        | 2 094 176                           | 754 394                            | 44,6                       | Thimbú              |
| Indie                           | 3 290 797     | 1 062 969 504                       | 1 353 000 000                      | 323,0                      | Nové Dillí          |
| Írán                            | 1 648 000     | 66 622 704                          | 81 800 000                         | 40,4                       | Teherán             |
| Maledivy                        | 300           | 320 165                             | 515 696                            | 1 067,2                    | Male                |
| Nepál                           | 140 800       | 25 873 917                          | 28 090 000                         | 183,8                      | Káthmándú           |
| Pákistán                        | 795 423       | 149 732 510                         | 212 200 000                        | 188,2                      | Islámábád           |
| Srí Lanka                       | 65 610        | 19 576 783                          | 21 670 000                         | 298,4                      | Kolombo             |
| Jihozápadní Asie:               |               |                                     |                                    |                            |                     |
| Arménie                         | 29 800        | 3 330 099                           | 2 965 000                          | 111,7                      | Jerevan             |
| Ázerbájdžán                     | 86 600        | 9 000 000                           | 9 981 000                          | 103,9                      | Baku                |
| Bahrajn                         | 665           | 656 397                             | 1 569 000                          | 987,1                      | Manáma              |
| Egypt                           | 63 556        | 1 378 159                           |                                    | 21,7                       | Káhira              |
| Gruzie                          | 69 700        | 4 630 841                           | 3 731 000                          | 66,4                       | Tbilisi             |
| Irák                            | 437 072       | 24 001 816                          | 38 430 000                         | 54,9                       | Bagdád              |
| Izrael                          | 20 770        | 6 029 529                           | 8 884 000                          | 290,3                      | Jeruzalém           |
| Jemen                           | 527 970       | 18 701 257                          | 28 500 000                         | 35,4                       | Saná                |
| Jordánsko                       | 92 300        | 5 307 470                           | 9 956 000                          | 57,5                       | Ammán               |
| Katar                           | 11 437        | 793 341                             | 2 782 000                          | 69,4                       | Dauhá               |
| Kuvajt                          | 17 820        | 2 111 561                           | 4 137 000                          | 118,5                      | Kuvajt              |
| Kypr                            | 9 250         | 775 927                             | 1 189 000                          | 83,9                       | Nikósie             |
| Libanon                         | 10 400        | 3 677 780                           | 6 849 000                          | 353,6                      | Bejrút              |
| Omán                            | 212 460       | 2 713 462                           | 4 829 000                          | 12,8                       | Maskat              |
| Pásmo Gazy                      | 363           | 1 203 591                           | 2 048 000                          | 3 315,7                    | Gaza                |
| Saúdská Arábie                  | 1 960 582     | 23 513 330                          | 33 700 000                         | 12,0                       | Rijád               |
| Spojené arabské emiráty         | 82 880        | 2 445 989                           | 9 631 000                          | 29,5                       | Abú Zabí            |
| Sýrie                           | 185 180       | 17 155 814                          | 16 910 000                         | 92,6                       | Damašek             |
| Turecko                         | 756 768       | 57 855 068                          | 82 000 000                         | 76,5                       | Ankara              |
| Západní břeh Jordánu            | 5 860         | 2 303 660                           | 2 676 000                          | 393,1                      | Rámaláh             |
| Celkem                          | 43 810 582    | 3 902 404 193                       |                                    | 89,5                       |                     |